# Zéphyre

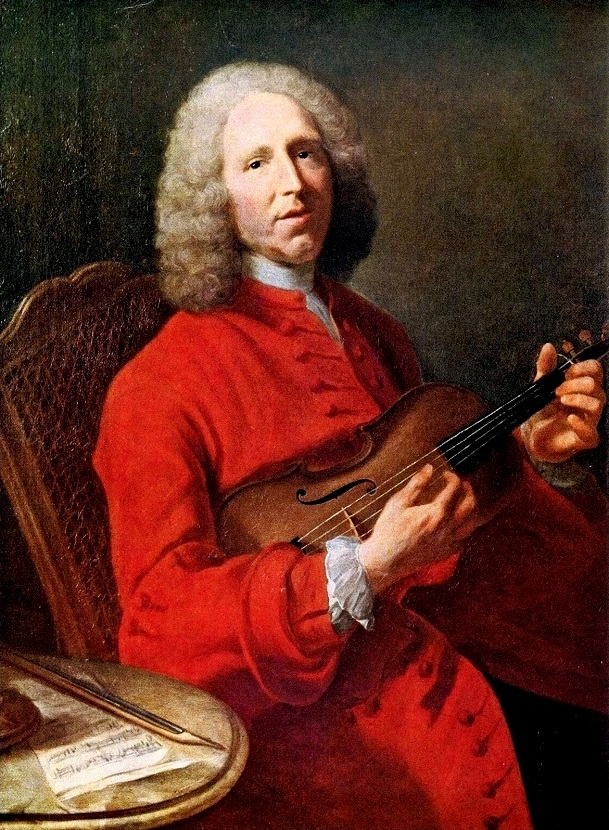
Jean-Philippe Rameau

Zéphyre (eller Les Nymphes de Diane) är en opera (acte de ballet) i en akt med musik av Jean-Philippe Rameau.

## Historia
Man känner varken till när operan är komponerad (troligen efter 1745), varför den skrevs eller namnet på librettisten. Verket kan ha utgjort en del av en opéra-ballet med titeln Les Beaux Jours de l'Amour, liksom var fallet med Nélée et Myrthis. Men uppenbarligen övergav Rameau idén att färdigställa projektet. Det är föga troligt att operan uppfördes under Rameaus levnad. Det första kända uppförandet av operan ägde rum först 15 juni 1967 i Aldeburgh.

## Personer
- Zéphyre (Zefyros) (sopran)
- Cloris (Chloris) (senare Flora) (sopran)
- Diane (Diana) (sopran)
- L'Amour (Cupido) (sopran)

## Handling
Västanvinden Zéphyre älskar Chloris, en av gudinnan Dianes nymfer. Han förvandlar henne till gudinnan Flora.